# Jens Høyrup

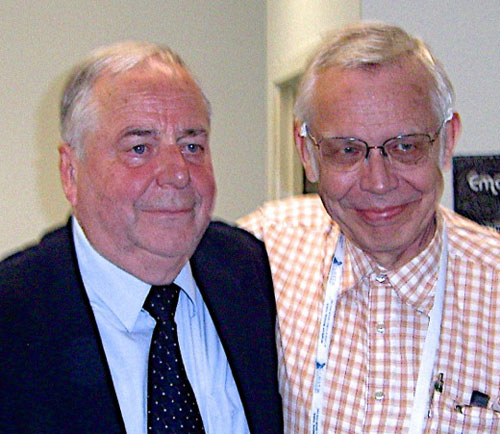
Høyrup (rechts, 2013)

Jens Egede Høyrup, im Englischen häufig als Jens Hoyrup zitiert (* 22. Oktober 1943 in Kopenhagen), ist ein dänischer Mathematikhistoriker.

## Leben
Høyrup studierte 1962 bis 1969 Physik und Mathematik in Kopenhagen (auch am Niels-Bohr-Institut und 1965/66 am Institut Henri Poincaré in Paris), mit Schwerpunkt theoretischer Physik. 1969 schloss er sein Studium (als dänischer cand. scient.) mit einer Arbeit über theoretische Elementarteilchenphysik ab und war 1971 bis 1973 Assistenzprofessor (dänisch adjunkt) für Physik an der Dänischen Ingenieurakademie. Seit 1973 war er zunächst lektor und ab 1989 Dozent (dänisch docent) für Wissenschaftsgeschichte und -philosophie an der Universität Roskilde, zuletzt am Institut für Philosophie und Wissenschaftstheorie. 1995 habilitierte er sich (dänischer dr. phil.). Seit 2005 ist er emeritiert. Er lebt teilweise in Rom. 2004/2005 hielt er sich am Max-Planck-Institut für Wissenschaftsgeschichte in Berlin auf. Im Jahre 2008/2009 hatte er den Sarton Chair of History of Science an der Universität Gent inne.
Høyrup ist international anerkannter Experte für babylonische Mathematik (wo er unter anderem die entsprechenden Beiträge zur Neuauflage von Paulys Realencyclopädie der classischen Altertumswissenschaft und zur Cambridge History of Science verfasste). Er befasst sich auch mit anderen mathematikgeschichtlichen Themen wie der italienischen Rechenmeistertradition (Abakus-Mathematik) des Mittelalters und der frühen Neuzeit und seiner islamischen Wurzeln, aber auch mit philosophischen und soziologischen Fragen zur Mathematik und Wissenschaftsgeschichte. Er vertritt beispielsweise die These, dass die frühe Arithmetik bei den Babyloniern aus dem Prozess der Staatsbildung hervorging. Mit Bernhelm Booß-Bavnbek gab er auch ein Buch zum Verhältnis von Mathematikern und Krieg (Militär) heraus.
Er ist Mitglied der International Academy for the History of Science. 1998 bis 2006 war er Mitglied des dänischen nationalen Komitee für Wissenschaftsgeschichte und -philosophie. Er ist Mitherausgeber von Historia Mathematica und Revue d’Histoire des Mathématiques. Seit den 1980er Jahren ist er Reviewer für Mathematikgeschichte und -soziologie bei Mathematical Reviews und Zentralblatt MATH. 2013 erhielt er den Kenneth-O.-May-Preis.

## Schriften
- Lengths, Widths and Surfaces. A portrait of old Babylonian algebra and its kin, Springer 2002, doi:10.1007/978-1-4757-3685-4
- mit Bernhelm Booß-Bavnbek (Herausgeber): Mathematics and War, Birkhäuser 2003, doi:10.1007/978-3-0348-8093-0, freier Download vom Verlag
- dieselben: Von Mathematik und Krieg (= Wissenschaft und Frieden. Nr. 1). Marburg, Bund demokratischer Wissenschaftler, 1984
- dieselben: Mathematicians and war: an invitation to revisit, in: Mathematical Intelligencer, 2003, Nr. 3, S. 12–25, doi:10.1007/BF02984843
- Herausgeber mit Peter Damerow: Changing views on ancient Near Eastern mathematics (= Berliner Beiträge zum Vorderen Orient. Bd. 19). Dietrich Reimer 2001 (aus entsprechendem Seminar an der FU Berlin seit 1983)
- Jacopo da Firenzes Tractatus algorismi and early italian abacus culture, Science Network – Historical Studies Bd. 34, Birkhäuser 2007, doi:10.1007/978-3-7643-8391-6
- Algebra and naive geometry: an investigation of some basic aspects of Old Babylonian mathematical thought, in: Altorientalische Forschungen, Band 17, 1990, S. 27–69, 262–354, doi:10.1524/aofo.1990.17.12.27, doi:10.1524/aofo.1990.17.12.262